# Sondermunitionslager Wahner Heide
Das Sondermunitionslager Wahner Heide ist ein ehemaliges Depot für Nuklearwaffen im Nordwesten des Stadtgebiets der Stadt Troisdorf.
Die Anlage befindet sich in der Wahner Heide, etwa 2 km südlich des Flughafens Köln/Bonn. Die Wahner Heide hat eine lange Tradition als Schieß- und Truppenübungsplatz. In den Jahren 1953 bis 2004 waren hier belgische Streitkräfte, die ihre Kasernen in Spich (Camp Roi Baudouin), Altenrath (Camp Major Legrand), Köln und anderen Ortschaften hatten.
Im Lager wurden unter Kommando der NORTHAG ab 1960 die Nuklearsprengköpfe für das 1. Belgische Corps gelagert, darunter Gefechtsköpfe für Honest John, Artilleriegranaten für Panzerhaubitzen,  sowie Atomminen.
| Versorgte Einheit       | Standort       |             |
| ----------------------- | -------------- | ----------- |
| 3 Arty Bn (3A)          | Köln-Dellbrück | Honest John |
| 6 Arty Bn (6A)          | Soest          | 155 mm      |
| 14 Arty Bn (14A)        | Werl           | Honest John |
| 17 Arty Bn (17A)        | Altenrath      | 155 mm      |
| 20 Arty Bn (20A)        | Werl           | 203 mm      |
| 1st and 6th Engineer Bn |                |             |

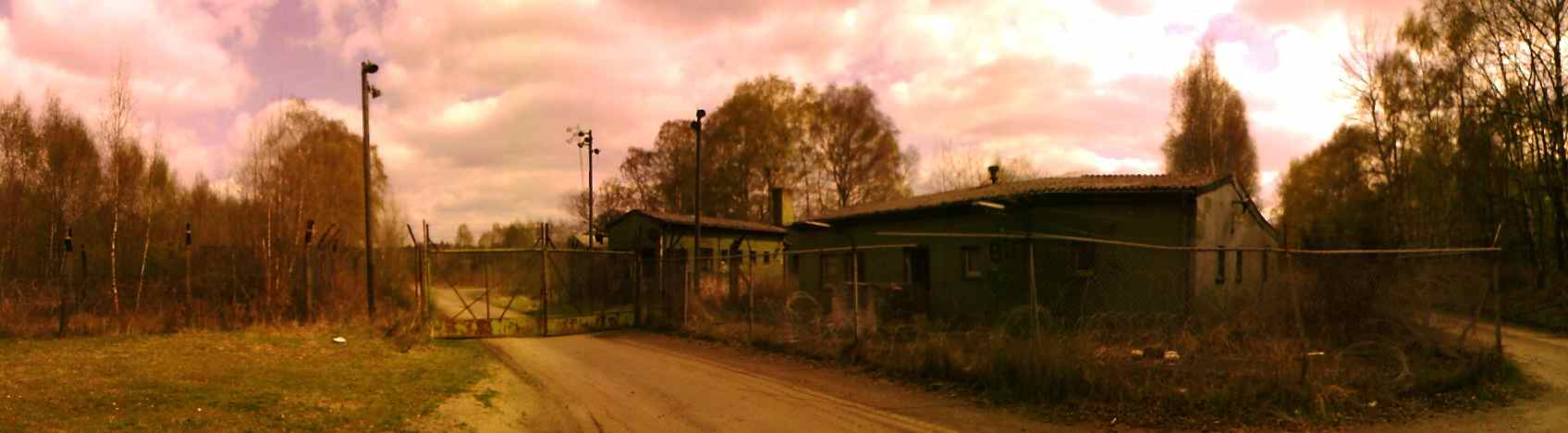
Eingang des Sondermunitionslagers Wahner Heide

Für die Anlage war die 59th Ordnance Brigade zuständig. Bewacht wurde die Anlage vom 4th US Army Missile Detachment. Im Jahre 1962 wurde die Anlage aufgegeben, die entsprechenden belgischen Einheiten wurden nach Werl verlegt; sie waren dort bis 1993 im Dienst.
Siehe auch: Atomwaffen in Deutschland